# Yullyang·Sacheon-dong
Yullyang·Sacheon-dong (koreanska: 율량·사천동) är en stadsdel i stadsdistriktet Cheongwon-gu i staden Cheongju i Sydkorea. Den ligger i provinsen Norra Chungcheong, i den centrala delen av landet, 110 km söder om huvudstaden Seoul.